# Paso Alto

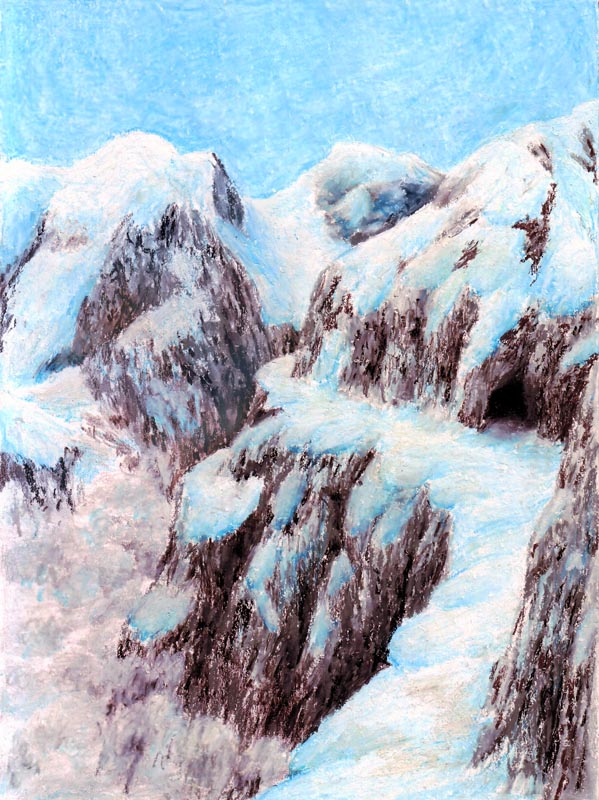
El Paso Alto, Cirith Forn en Andrath, paso de montaña sobre las Hithaeglir.

El Paso Alto o Paso de Imladris es una localización geográfica de los mundos fantásticos creados por J. R. R. Tolkien. Es el paso de montaña que une Eriador con Rhovanion al norte de las Montañas Nubladas. Cruzaba la gran cadena montañosa por Imladris y del lado este desembocaba a la altura del Vado Viejo para unirse con el Viejo Camino del Bosque. Frecuentemente usado por Enanos, Elfos y Hombres hasta que los Orcos dominaron las Montañas Nubladas a mediados de la Tercera Edad. Por allí pasó Elendil con las tropas élficas de Eriador, para participar de la Guerra de la Última Alianza. Años después Isildur intentó usar el paso para llegar a Rivendel, pero fue atacado y muerto por los Orcos en los Campos Gladios; aunque de todas maneras los sobrevivientes de esa expedición, Ohtar y Estelmo, llegaron a la “Última Morada”.
Sobre si fue el Paso Alto el que usaron Bilbo Bolsón Gandalf y la Compañía de Thorin existen algunas dudas. En El hobbit, capítulo 4, se dice que: “(…)Los enanos y el hobbit, ayudados por el sabio consejo de Elrond y los conocimientos y la memoria de Gandalf, tomaron el camino que llegaba al desfiladero apropiado …” esto parecería indicar que efectivamente se trataba de dicho paso; reforzada, esta idea, con las palabras de Christopher Tolkien: “(…)Fue en este paso donde los Orcos capturaron a Thorin Escudo de Roble y a su compañía …” Ahora bien en El hobbit y a propósito de la captura por parte de los trasgos; se dice que: “(…)Pero la entrada principal miraba antes a un desfiladero distinto, más fácil de cruzar, y a menudo apresaban a gente ignorante cerca de las puertas. Era evidente que los viajeros ya no tomaban ese camino, y los trasgos habían abierto hacía poco una nueva entrada en lo alto de la senda que habían tomado los enanos, pues hasta entonces había sido un paso seguro…” Si la entrada antigua estaba ubicada en otro desfiladero distinto, dejado de usar por el peligro que entrañaba, y esta se ubicaba en el Paso Alto ¿cuál era pues, el desfiladero que tomaron los Enanos, el hobbit y el Mago? En el mapa de las Montañas Nubladas de Karen Wynn Fonstad se señalan dos sitios distintos para ubicar el Paso Alto y la Ciudad de los Trasgos con su “nueva” entrada; ambas separadas por una montaña alta. Aunque la misma Fonstad, en la explicación que da sobre el viaje de Bilbo, sostiene que la Compañía de Thorin cruzó por el Paso Alto y que la puerta vieja daba a otro paso distinto “(…)más al sur, más cerca del Camino Viejo del Bosque…”, es decir donde se supone desemboca el Paso Alto. 
Varias son las posibles explicaciones: CH Tolkien sostiene que su padre “(…) Tenía mucho interés en armonizar el viaje de Bilbo con los elementos geográficos del Señor de los Anillos…” “(…) Pero nunca llegó a hacerlos armonizar del todo…”; por ello es posible que no reparara el error y no lo corrigió en las múltiples adaptaciones. Otra explicación es que la puerta vieja no hubiese estado en el Paso Alto y sí en un desfiladero paralelo distinto, cuyo nombre se desconoce; aunque contra esta posibilidad tenemos el hecho de que este era más usado y era más fácil de cruzar en tiempos más tranquilos; como cuando una parte del ejército de la Última Alianza cruzó las Hithaeglir para combatir en Mordor o cuando Rivendel y los Enanos tenía relaciones comerciales, hasta la llegada de Sauron al Bosque Negro. Por último, es posible que el Paso Alto, esté constituido por dos senderos distintos que dan a dos desfiladeros distintos y que genéricamente se lo denomine como a uno solo; pero para esta explicación hacen falta datos en la obra de Tolkien que la corroboren.

## El Nombre Sindarin
El paso Alto es también conocido por su nombre Sindarin: Cirith Forn en Andrath, que significa, literalmente: “Paso Alto Norte del Largo Ascenso”; compuesto por Cirith, “Paso Alto, Paso entre montañas, Desfiladero”, raíz KIL; Forn, “Norte”, raíz PHOR; el genitivo _en_, “del” y la palabra compuesta Andrath; que significa “Largo Ascenso” compuesta por And, “Largo” (como en Anduin), raíz ÁNAD/ANDA y rath, “trepar” “ascender”, como en Amroth o Rath Dínen; raíz RATH. Tolkien traduce el nombre del paso como “The high-climbing pass of the North”; es decir “El Alto y Ascendente paso del Norte”.